# Борово (Картузький повіт)
Борово (пол. Borowo) — село в Польщі, у гміні Картузи Картузького повіту Поморського воєводства.
Населення — 907 осіб (2011).
У 1975-1998 роках село належало до Гданського воєводства.

## Демографія
Демографічна структура станом на 31 березня 2011 року:
|          | Загалом | Допрацездатний вік | Працездатний вік | Постпрацездатний вік |
| -------- | ------- | ------------------ | ---------------- | -------------------- |
| Чоловіки | 445     | 111                | 290              | 44                   |
| Жінки    | 462     | 98                 | 276              | 88                   |
| Разом    | 907     | 209                | 566              | 132                  |